# 諸田実咲
諸田 実咲（もろた みさき、1998年10月6日 - ）は、日本の女子棒高跳選手。現在の女子棒高跳の日本記録保持者（4m48）。

## 経歴
群馬県邑楽郡大泉町出身。大泉町立南小学校、大泉町立南中学校、群馬県立太田女子高等学校、中央大学法学部を卒業後、栃木県スポーツ協会に所属しスポーツ専門員となる。2023年9月29日時点ではアットホームに所属する。

## 主な成績
- 日本陸上競技選手権大会 - 2021年、2023年、2024年優勝
- 2016年アジアジュニア陸上競技選手権大会 - 銀メダル
- 2022年アジア競技大会 - 銀メダル